# Camponotus lignitus
Camponotus lignitus é uma espécie de inseto do gênero Camponotus, pertencente à família Formicidae.